# Час життя
Середній час життя або просто час життя — чисельна характеристика тривалості спонтанного розпаду нестабільних систем, час, протягом якого кількість таких систем
зменшується в e разів (e — основа натуральних логарифмів).
Позначається зазвичай τ, вимірюється в секундах.
Термін час життя вживається як щодо розпаду елементарних частинок чи квазічастинок, так і щодо нестабільних станів, наприклад збуджених станів квантовомеханічних систем.
Час життя — величина обернена до ймовірності розпаду системи в одиницю часу. Для ансамблю із N нестабільних систем число розпадів {\displaystyle dN^{\prime }} за час
dt дорівнює
{\displaystyle dN^{\prime }={\frac {N}{\tau }}}.
Число нестабільних одиниць, які не розпалися в момент часу t визначається диференційним рівнянням
{\displaystyle {\frac {dN}{dt}}=-{\frac {dN^{\prime }}{dt}}=-{\frac {N}{\tau }}}.
Розв'язок цього рівняння визначає закон розпаду
{\displaystyle N(t)=N_{0}e^{-t/\tau }},
де {\displaystyle N_{0}} — число нестабільних одиниць в початковий момент часу (t= 0).